# Высшая школа в Ландсхуте
Высшая школа в Ландсхуте, также известная как Институт прикладных наук Ландсхута (HAW Landshut) — высшее учебное заведение, основанное в 1978 году в нижнебаварском городе Ландсхут как «Fachhochschule Landshut». Обучая более пяти тысяч студентов, является одним из крупнейших университетов Баварии. Имеет в своем составе публичную, научную университетскую библиотеку, доступную для горожан.